# Ministério de Adoração da Graça
O Ministério de Adoração da Graça é um grupo de música gospel brasileiro da Igreja Internacional da Graça de Deus, que surgiu entre 2005 e 2009. Possui três álbuns gravados, e deles seu maior destaque é o primeiro, lançado em 2006.
A banda durou até 2009, quando se dividiu.

## História
O grupo iniciava as reuniões da igreja sede, no programa Show da Fé, apresentado pelo fundador da Igreja R. R. Soares.
Em 2006, o grupo gravou o disco Senhor, Cuida de Mim, que vendeu cerca de 250 mil cópias. A música de trabalho Cuida de Mim foi cantada em todas as igrejas da Graça espalhadas pelo Brasil. O CD também teve uma versão em DVD.
Em 2007, gravaram um disco no estilo rock dos anos 50/60.
No ano de 2009 gravaram o terceiro disco inédito, intitulado Se Cumprirá. Todas as músicas gravadas pelo grupo dos três álbuns foram compostas por R. R. Soares e produzidas por Carlinhos GerD.
Por questões internas da igreja, o grupo não prosseguiu suas atividades. Rafael Araújo, Kelly Lopes e Dayane Damasceno dedicaram-se a carreira solo, lançando discos, enquanto os demais da banda não seguiram o mesmo caminho.

## Discografia
| Ano  | CD                          | Vendas  |
| ---- | --------------------------- | ------- |
| 2006 | Senhor, Cuida de Mim        | 250.000 |
| 2007 | Ministério de Adoração Rock | 100.000 |
| 2009 | Se Cumprirá                 | 50.000  |